# Юлий Сабин (опера)
«Юлий Сабин» (от итал. Giulio Sabino) — опера-сериа итальянского композитора Джузеппе Сарти.
Опера приобрела большой успех в XVIII—XIX веках, а также стала предметом пародии в опере Антонио Сальери «Сначала музыка, потом слова».

## Действующие лица
1. Юлий Сабин, лидер галлов (данная партия была написана для известного в то время кастрата Пакьяротти) — сопрано
2. Эппонина, его жена — сопрано
3. Арминио, губернатор крепости Лангр, влюбленный в сестру Сабина — сопрано
4. Аннио, римский префект, влюбленный в Эппонину — тенор
5. Тито, сын императора Веспианиана, влюбленный в Эппонину — тенор
6. Воадиче, сестра Сабина, влюбленная в Арминио — сопрано

Дети Сабина (без речей), стражники, люди

## История партитуры
В числе немногих, партитура этой оперы была издана в Вене. Один из экземпляров хранится в Петербурге, по слухам, он был подарен Екатерине II от композитора Джузеппе Сарти, который был приглашен в Россию придворным композитором. Также говорилось, что все партии данной оперы не похожи на простые старинные, партии сложны, как и для понимания, так и для исполнительского мастерства певца.

## Сюжет
Джулио Сабино скрывается в течение многих лет в подвале разрушенной крепости Лангр, в римской Галлии, чтобы избежать захвата оккупантами; здесь он мирно живёт со своей женой — Эппониной, которая родила ему двух славных сыновей. Женщина, однако, изменяет Сабину с Тито, который намерен взять её в Рим; Сабино чувствует измену Эппонины. Тем временем коварный римский префект Анний, который также был тайно влюблен в Эппонину, узнает Сабина и отправляет в тюрьму с намерением казнить. У виселицы толпа народа. Эппонина, стоящая рядом с Тито, умоляет его отпустить Сабина. Вскоре жалость и любовь к Эппонине берет своё, и в финальной сцене Сабина отпускают.

## Постановки
Последняя громкая постановка «Юлия Сабина» была в Вене в 1997 году. Там участвовала знаменитая контральто Соня Прина, которая вдохнула в старую оперу новую жизнь.